# Andrzej Więcek
Andrzej Jan Więcek (ur. 24 listopada 1955) – polski lekarz, internista, profesor nauk medycznych. Specjalizuje się w zagadnieniach z zakresu angiologii, hipertensjologii, schorzeń nerek i przeszczepów narządów. Członek korespondent Polskiej Akademii Nauk od 2013 roku, prezes katowickiego oddziału tej instytucji. Funkcję członka korespondenta sprawuje również w Polskiej Akademii Umiejętności. Jest wykładowcą i kierownikiem Wydziału Lekarskiego Śląskiego Uniwersytetu Medycznego w Katowicach oraz wiceprzewodniczącym Rady Głównej Nauki i Szkolnictwa Wyższego.
Doktoryzował się w 1983 roku, habilitację otrzymał siedem lat później na Wydziale Lekarskim Śląskiej Akademii Medycznej pisząc pracę zatytułowaną "Rola układu wewnątrzwydzielniczego w patogenezie różnych postaci etiologicznych nadciśnienia tętniczego". Stopień profesora nauk medycznych nadano mu w 1996 roku.
Uczeń Franciszka Kokota – profesora, lekarza nefrologa i endokrynologa.

## Książki
Autor lub współautor następujących pozycji książkowych:
- Hipertensjologia : patogeneza, diagnostyka i leczenie nadciśnienia tętniczego, wyd. 2, Kraków: Medycyna Praktyczna, 2015, ISBN 978-83-7430-468-9, OCLC 934695314. Brak numerów stron w książce
- Nadciśnienie tętnicze : patogeneza, prewencja, diagnostyka i leczenie, wyd. I, Kraków: Medycyna Praktyczna, 2018, ISBN 978-83-7430-565-5, OCLC 1077471444. Brak numerów stron w książce
- Nadciśnienie nerkopochodne, wyd. 1, Kraków: Medycyna Praktyczna, 2003, ISBN 978-83-89015-58-7, OCLC 60500516. Brak numerów stron w książce
- Aspekty medyczne, psychologiczne, socjologiczne i ekonomiczne starzenia się ludzi w Polsce, Poznań: Termedia Wydawnictwa Medyczne, 2012, ISBN 978-83-62138-81-4, OCLC 804781122. Brak numerów stron w książce
- Postępy w nefrologii i nadciśnieniu tętniczym. Tom XVII, wyd. I, Kraków: Medycyna Praktyczna, 2018, ISBN 978-83-7430-574-7, OCLC 1080884851. Brak numerów stron w książce

## Nagrody, odznaczenia i wyróżnienia
Uhonorowany m.in.:
- Nagrodami Ministra Zdrowia za osiągnięcia naukowe i dydaktyczne w dziedzinie nauk medycznych (trzykrotnie – 1995, 2008, 2010),
- Nagrodami Rektora Śląskiego Uniwersytetu Medycznego w Katowicach (pięciokrotnie – 2006 oraz rokrocznie w latach 2011–2015),
- Złotym Krzyżem Zasługi (2007)[5],
- Honorowym Orderem Lauru 50-lecia Śląskiej AM (1998),
- Medalem Komisji Edukacji Narodowej (2004),
- Medalem Stulecia Towarzystwa Internistów Polskich (2006),
- Nagrodą Silver Plate Award przyznaną mu przez Hungarian Kidney Foundation (2010),
- Nagrodą Sandora Koranyiego, przyznaną mu przez Węgierskie Towarzystwo Nefrologiczne (2014),
- Tytułem doktora honoris causa Uniwersytetu Semmelweisa w Budapeszcie (2011)
- Krzyżem Kawalerskim Orderu Odrodzenia Polski (2023)[6]